# حي بلاط، الفاتح
حي بلاط يقع على ساحل الخليج في منطقة الفاتح باسطنبول بين ايفان سراي والفنار. يأتي اسم بلاط من كلمة palation والتي تعني قصر باليونانية، وعرفت المنطقة بهذا الاسم لقربها من اسوار قصر بلاهيرنا.
تكمن الأهمية الخاصة لبلاط في تاريخ إسطنبول في أنه تم توطين يهود إسبانيا فيه واستمر وجوده كحي يهودي بشكل رئيسي حتى وقت قريب. بالإضافة إلى ذلك، استيطان اليهود حول بلاط جذب يهود جورجيا إلى هذه المنطقة أيضا. جاءوا اليهود من طائفة السفارديم الهاربون من محاكم التفتيش في إسبانيا إلى إسطنبول بدعوة من السلطان بايزيد الثاني. اعتبارا من القرن الخامس عشر، أقام المجتمع اليهودي في إسطنبول في بلاط ومقابل الخليج في هاسكوي. تكثر الأمثلة التي بقيت ليومنا من المنازل اليهودية في الجزء الداخلي من الحي. تتكون هذه المباني عادة تتكون من ثلاثة طوابق بواجهات ضيقة، مع بروزات مثل النوافذ الكبيرة في الطابقين الثاني والثالث.
عند دخولك من بوابة بلاط القديمة، ستجد كنيسة يانبول على الطرف الأيمن وللامام قليلا توجد كنيسة اهريدا التي بناها اليهود الذين جاءوا من بلدة أوخريد في مقدونيا. يُعتقد أن أقدم كنيسة في بلاط موجود هناك، لكن تاريخ البناء الحالي يعود إلى منتصف القرن التاسع عشر.
هاجر يهود بلاط إلى فلسطين اعتبارا من الخمسينيات. ومع انتقال البقية إلى أحياء أخرى من المدينة، بقي عدد قليل جدًا من اليهود في بلاط. توجد في الحي أيضًا كنيسة أيوس ستراتي الأرثوذكسية. المسجد الرئيسي في المنطقة هو مسجد فروه كيثودا، وهو من عمل المعمار سنان. اما كنيسة Surp Hreshdegabet فهي تبعد قليلاً عن المسجد، وهي في الأصل كنيسة أرثوذكسية رومانية ولكنها أعطيت للمجتمع الأرمني الغريغوري في عام 1629. بالإضافة إلى ذلك، تقع هنا البنية التحتية للنادي الرياضي التابع لبلدية إسطنبول.

## معرض الصور

منظر بلاط من الخليج . تظهر مدرسة فينر اليونانية الثانوية للبنين على اليمين ، ومسجد يافوز سليم على الجانب الأيسر (مارس 2013).منظر بلاط من الخليج . تظهر مدرسة فينر اليونانية الثانوية للبنين على اليمين ، ومسجد يافوز سليم على الجانب الأيسر (مارس 2013).
منظر بلاط من الخليج (مارس 2013)منظر بلاط من الخليج (مارس 2013)

## الملاحظات
1. ↑  "İstanbul'un Mahalle Bazında Nüfus Yoğunluğu Haritası" (بالتركية). Archived from the original on 2024-09-25. Retrieved 2024-09-24.
2. 1 2 3 4 5 6 7 8 9 10 11 12 13 14  "Adrese Dayalı Nüfus Kayıt Sistemi" (بالتركية). Türkiye İstatistik Kurumu. Retrieved 2023-10-23.
3. 1 2 3   https://data.tuik.gov.tr/Bulten/Index?p=Adrese-Dayali-Nufus-Kayit-Sistemi-Sonuclari-2021-45500. {{استشهاد ويب}}: |url= بحاجة لعنوان (مساعدة) والوسيط |title= غير موجود أو فارغ (من ويكي بيانات) (مساعدة)
4. ↑  "Adrese Dayalı Nüfus Kayıt Sistemi" (بالتركية). Türkiye İstatistik Kurumu. Retrieved 2024-04-09.
5. ↑  "PTT posta kodu sorgulama" (بالتركية). PTT. Retrieved 2024-06-09.
6. ↑  "Coğrafi Numaralar" (بالتركية). Bilgi Teknolojileri ve İletişim Kurumu. Archived from the original on 2024-01-19. Retrieved 2024-04-12.
7. ↑  "İl bilgileri Haritası" (بالتركية). Türkiye Cumhuriyeti İçişleri Bakanlığı. Archived from the original on 2023-09-27. Retrieved 2024-04-12.
8. ↑  Belge, Murat. İstanbul Gezi Rehberi, İstanbul: Kasım, 2000, Tarih Vakfı Yurt Yayınları, s. 145.
9. ↑  Ortaylı, İlber. İstanbul'dan Sayfalar, İstanbul: Ocak, 2007, Alkım Yayınevi, s. 152
10. ↑  Ortaylı, İlber. İstanbul'dan Sayfalar, İstanbul: Ocak, 2007, Alkım Yayınevi, s. 149.
11. ↑  Ortaylı, İlber. İstanbul'dan Sayfalar, İstanbul: Ocak, 2007, Alkım Yayınevi, s. 153.